# Rhamdia jequitinhonha
Rhamdia jequitinhonha és una espècie de peix de la família dels heptaptèrids i de l'ordre dels siluriformes.

## Morfologia
Els mascles poden assolir els 16,1 cm de llargària total.

## Distribució geogràfica
Es troba al Brasil.